# エル・ディアブロ
エル・ディアブロ（英: El Diablo）は、テキーラ、クレーム・ド・カシス、ジンジャービアを使用したカクテル。

## 概要
「エル・ディアブロ」はスペイン語で「悪魔」の意である。
1940年に刊行されたカクテルブック『The How and When』（Hyman Gale著）には「Diablo」という名のカクテルが掲載されている。これはラム・バックのバリエーションであり、ホワイト・ラム、クレーム・ド・カシス、ライムジュース、ジンジャーエールを使用するカクテルであった。
テキーラを用いるレシピは、1946年にアメリカ合衆国カリフォルニアのレストラン「トレーダーヴィックス」で考案された。当初はテキーラを用いたカクテルであることを強調するために「メキシカン・エル・ディアブロ（Mexican El Diablo）」とトレーダーヴィックスのメニューには掲載されていた。
1972年刊行の『Trader Vic's Bartender's Guide』では「エル・ディアブロ」の名で掲載されている。

## レシピの例
材料
- テキーラ
- クレーム・ド・カシス
- ライムジュース
- ジンジャービア

作り方
1. ジンジャービア以外の材料と氷をシェイクし、氷を入れたコリンズグラスに注ぐ。
2. グラスをジンジャービアで満たす。
3. カットライムを飾る。

- 日本においてはモスコー・ミュール同様にジンジャービアをジンジャーエールで代替したレシピが広まっている[1][2]。
- シェイクではなくビルドで作る例もある[1][2][6]。
- ライムジュースをレモンジュースにかえる例もある[2]。